# 黄旗胜迹
黄旗胜迹，位于中国广东省东莞市东莞市旗峰公园，为东莞市的一个市、县级文物保护单位，类型为古建筑，公布时间为1993年6月22日。
黄旗胜迹的历史年代为宋、元、明、清。